# 麥覺理商學院

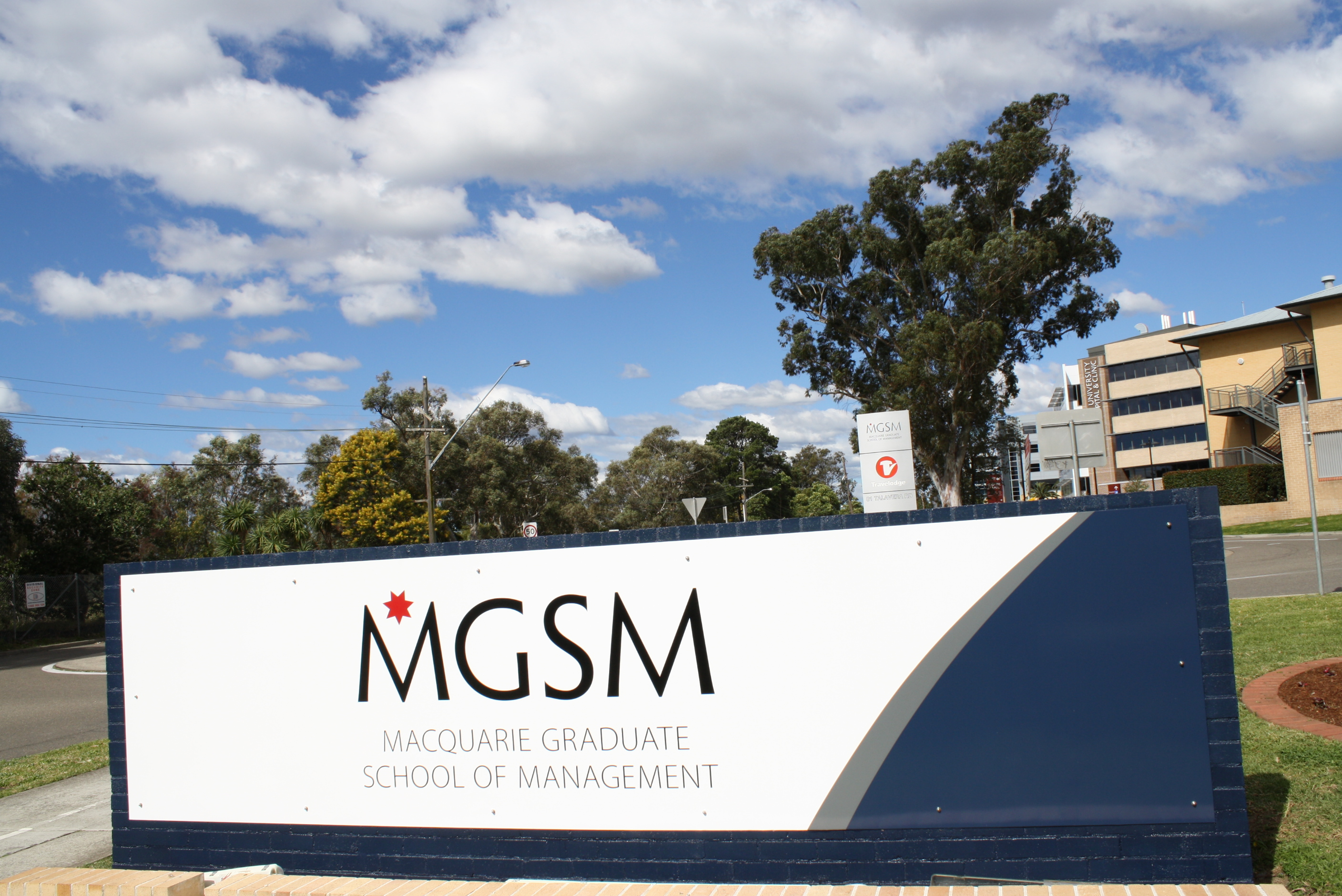
麥覺理管理研究所入口

麥覺理管理研究所（英語：Macquarie Graduate School of Management；簡稱：MGSM）隸屬於澳大利亞麥覺理大學；本部設址於雪梨，在亞太地區的新加坡和香港皆開設MBA學位課程。
經由歐洲商學教育評鑑EQUIS認可，MGSM是新南威爾斯大學和雪梨大學的競爭對手之一。它在雪梨地區有兩所教育機構；一處位於麥覺理大學的校總區－北萊德的麥覺理公園，另一處位於雪梨市中心的圓形碼頭（Circular Quay）附近；主要為就近服務在職學生、企業訓練措施和提供小型會議之需而成立。目前MGSM有1,800名學生；所長是William McGaw副教授。

## 主要課程
MGSM學生的主要研習課程為：
- 學士後商學課程－包括MBA
- 研究型碩士學位－包括資料庫管理
- 高階管理課程－開放式教育
- 企業訓練客製課程－學位課程及非學位課程

## 國際排名
MGSM目前在亞太區MBA排名第57，是紐澳地區的前4大商學研究所之一；2009年於英國《金融時報》位列第99名。

## 外部連結
- MGSM官方網站 （页面存档备份，存于）